# Лаборатория «Б»

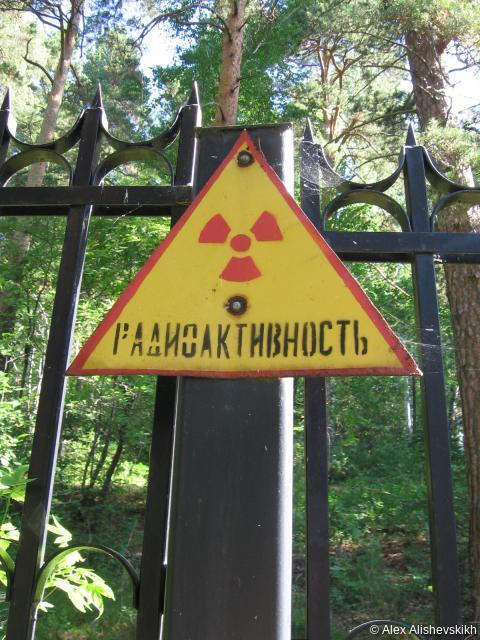
Знак Радиоактивность на разрушенном здании лаборатории в Сунгуле, 2009.

Лаборатория «Б» МВД СССР — закрытый НИИ и КБ тюремного типа («шарашка»), созданный под эгидой 9-го управления НКВД (МВД) в мае 1946 г.; изучала методы обращения, обработки, использования радиоактивных продуктов, образующихся в реакторах, и дезактивации поверхностей; также изучала поведение радиоактивных веществ в различных компонентах биосферы и оценку воздействия ионизирующих излучений на живые организмы.
Директор (до декабря 1952) — полковник МВД А. К. Уралец, далее (до конца 1955) — к. х. н. Г. А. Середа. Научным руководителем (с сентября 1952) был известный немецкий химик Николаус Риль. Радиохимический отдел возглавлял химик С. А. Вознесенский, биофизический — генетик Н. В. Тимофеев-Ресовский. Уникальный коллектив советских и немецких ученых лаборатории внес большой вклад в советский атомный проект. 
Находилась на территории полуострова Мендаркин между озёрами Сунгуль и Силач в Каслинском районе Челябинской области (санаторий «Сунгуль»). Закрыта в 1955 году, когда части её персонала и оборудования были переданы заводу № 817, Филиалу № 1 института биофизики (ФИБ-1) и Уральскому отделению Академии наук СССР соответственно.
Здания лаборатории ныне разрушены.

## Предыстория
С начала 1945 года начальник «Спецметуправления НКВД СССР» (с 28 июня 1945 — 9-го управления НКВД) генерал-полковник А. П. Завенягин отвечал за поиск и вывоз из Германии немецких ученых, оборудования, материальных средств и интеллектуальной собственности в СССР для ускорения создания советской атомной бомбы. Его авторитет и ответственность выросли после того, как Государственный комитет обороны СССР 20 августа 1945 года издал Постановление № 9877сс/оп, тем самым создав и наделив Специальный комитет особыми полномочиями для решения вопросов, связанных с проектом создания атомной бомбы.
Завенягин отвечал за весь цикл производства ядерного топлива и зарядов, от руды до производимого в промышленных реакторах плутония. В сферу компетенции Завенягина как заместителя наркома (с 1946 г. — министра) внутренних дел также входили промышленно-строительные ресурсы ГУЛАГа. В том числе, Завенягин отвечал и за кадры для атомной отрасли. В 1945 г. для вербовки стали доступны немецкие ученые из советской зоны оккупации в Германии, а также (вплоть до 1949 года), немецкие ученые-военнопленные и немецкие гражданские специалисты. Уже с начала 1945 г. в Германию были направлены несколько делегаций, состоявших из советских ученых и специалистов для поиска ученых, институтов и лабораторий, материалов и оборудования по атомной тематике. В основную поисковую группу входили Завенягин, В. А. Махнев, И. К. Кикоин, Л. А. Арцимович, Ю. Б. Харитон и другие.
В ходе поисковой работы в фильтрационных лагерях были допрошены советские граждане, возвращавшиеся из Германии, а также немецкие ученые в советской зоне оккупации. Специальный комитет уже в конце 1945 — январе 1946 г. имел представление о состоянии работ по использованию атомной энергии в Германии. По результатам анализа состояния работ в Германии и возможностей отечественной промышленности руководством страны было принято решение пригласить немецких специалистов, работавших в этой области, для участия в реализации атомного проекта в СССР. Степень добровольности участия немцев в атомном проекте СССР до сих пор дискутируется. Есть примеры добровольности — например, Манфред фон Арденне, возглавлявший исследовательский институт в Берлин-Лихтерфельде-Ост и Институт ядерной физики при Имперском министерстве почт, был обнаружен в своем доме советскими офицерами при помощи телефонного справочника, бежать на запад он не собирался. Более того, его сотрудники даже разместили на входе в Институт Кайзера Вильгельма вывески на русском, объявляющие, что это научный институт. 10 мая 1945 г. фон Арденне написал письмо на имя Сталина, в котором заявил, что согласен с особой радостью совместно работать с центральными научными учреждениями СССР и выразил готовность быть в распоряжении советского правительства со всем принадлежащим институтам имуществом. Напротив, Н. Риль отличался скептицизмом в отношении советских порядков.
К 1 июля 1948 г. в атомном проекте СССР было задействовано 324 немецких специалистов, 108 чел. из которых прибыли из Германии, 216 чел. — из числа военнопленных.
Созданные научные лаборатории с немецким персоналом:
|                 | Местонахождение | Современное название                                                                                                  | Немецкие ученые |
| --------------- | --------------- | --- | --- |
| Лаборатория 2   | Москва          | Российский научный центр «Курчатовский институт»                                                                      | Йозеф Шинтлмейстер |
| НИИ-9           | Москва          | Всероссийский научно-исследовательский институт неорганических материалов им. Бочвара                                 | Макс Вольмер, Роберт Дёпель |
| Завод № 12      | Электросталь    | АО «Машиностроительный завод»                                                                                         | А. Барони, Ханс-Йоахим Борн, Александр Катш, Вернер Кирст, Х. Э. Ортманн, Пшибилла, Николаус Риль, Герберт Шмитц, Герберт Тиме, Тобейн, Гюнтер Виртс, Карл Циммер |
| Институт «A»    | Синоп           | Сухумский физико-технический институт                                                                                 | Манфред фон Арденне, Ингрид Шиллинг, Фриц Шимор, Фриц Шмидт, Герхард Зиверт, Макс Штеенбек, Петер Адольф Тиссен, Карл-Франц Цюльке                                |
| Институт «Г»    | Агудзери        | Сухумский физико-технический институт                                                                                 | Густав Герц, Хайнц Барвих, Вернер Хартманн, Юстус Мюленпфордт |
| Лаборатория «Б» | Сунгуль         | Российский федеральный ядерный центр Всероссийский научно-исследовательский институт технической физики (РФЯЦ-ВНИИТФ) | Ханс-Йоахим Борн, Александр Катш, Вилли Ланге, Николаус Риль и Карл Циммер                                                                                        |
| Лаборатория «В» | Обнинск         | Физико-энергетический институт имени А. И. Лейпунского                                                                | Хайнц Позе, Вернер Цулиус, Вальтер Герман, Ганс Юрген фон Эртцен, Эрнст Рексер, Карл-Генрих Риве, Карл Фридрих Вайс                                               |

## Лаборатория «Б»

### Создание
Институт «Б» был создан при 9-м управлении НКВД в 1946 г. Также использовались названия Объект 0211, а также Объект Б и Объект 0215.

Сов. секретно (Особая папка)

1. Обязать Челябинский облисполком (т. Белобородова) передать до 25 февраля 1946 г. НКВД СССР санаторий «Сунгуль» со всеми постройками и прилегающей к нему территорией.

2. Обязать НКВД СССР (т. Завенягина):

а) разместить в помещениях и на территории санатория «Сунгуль» Институт «Б» 9-го Управления НКВД СССР;

б) в двухдекадный срок представить в Совнарком СССР предложения о мероприятиях по переоборудованию и достройке санатория.

Зам. Председателя Совета Народных Комиссаров Союза ССР Л. Берия
— Распоряжение СНК СССР № 1996-рс о передаче НКВД СССР санатория «Сунгуль» и размещении в нем Института «Б» 9-го управления НКВД СССР от 15.02.1946.
Через полтора года Постановлением СМ СССР Институт «Б» был преобразован в Лабораторию «Б» 9-го управления МВД СССР с уточнением задач лаборатории:
- изучение и классификация патологического действия радиоактивных излучений и разработка методов защиты от этих излучений;
- разработка способов очистки растворов и сточных вод от радиоактивных продуктов;
- разработка способов выделения и очистки продукта [плутония] и методов разделения искусственных радиоактивных веществ;
- изучение поражающего действия радиоактивных продуктов распада и разработка способов защиты от поражающего действия[12].

### Научные подразделения
Биофизический отдел (рук. Н. В. Тимофеев-Ресовский) создан в 1947 г. с целью проведения радиобиологических исследований на животных, растениях и микроорганизмах. Изучались:
- воздействие радиоактивных изотопов на животных;
- цитологическое воздействие радиации на растения и животных;
- воздействие слабых концентраций радиоактивных материалов и низких доз ионизирующего излучения, главным образом, на культурные растения;
- последствия распределения и накопления различных радиоактивных материалов, попадающих в почву, грунтовые воды и пресноводные водоемы.

Состоял из лабораторий:
- физико-дозиметрическая (Н. В. Горбатюк),
- радио-патологическая (Ю И. Москалев),
- биофизическая (Н. В. Тимофеев-Ресовский),
- радиохимическая (до лета 1953 г.).

Радиохимический отдел (рук. С.А. Вознесенский) создан с целью изучения вопросов очистки радиоактивных сточных вод, разработки методов приготовления радиоизотопов. Разрабатывались:
- методы очистки радиоактивных сточных вод;
- конструкции для хранения радиоактивных отходов;
- вопросы ионного обмена радиоактивных изотопов;
- спектроскопические методы анализа сложных смесей радиоактивных компонентов;
- методы осаждения радиоактивных фрагментов;
- методы получения чистых изотопных препаратов из растворов осколков деления урана, поставляемых комбинатом № 817 из близлежащего Челябинска-40.

Состоял из лабораторий:
- водная (С. А. Вознесенский),
- радиохимическая (с лета 1953 г.) (В. Л. Анохин, Г. А. Середа),
- препаративная.

### Руководство

#### А. К. Уралец, начальник лаборатории (1946—1952)
Первым начальником Лаборатории «Б», начиная с 1946 года, был полковник МВД Александр Константинович Уралец (наст. фамилия Кетов) (30 августа (12 сентября) 1902, Мотовилиха Пермской губ. — 6 июня 1985, Москва). Родился в рабочей семье. Окончил начальное училище при Мотовилихинском заводе (1914). С 14 лет работал клеймовщиком на пушечном заводе в Перми. В 1918 стал первым председателем заводского комитета комсомола. Окончил Пермскую губернскую школу советского и партийного строительства (1919). Добровольцем ушел на Гражданскую войну, принимал участие в боях на колчаковском, польском фронтах, в 1921—1923 гг. участвовал в разгроме банд Махно и Петлюры. Член РКП(б) с 1919 г. В 1920—1923 гг. уполномоченный особого отдела Первой конной армии и 44-й дивизии РККА. С 1924 служил в органах ГПУ/НКВД на Украине. Окончил рабочий факультет при Харьковском технологическом институте. В 1937 г. — зам. начальника УНКВД по Сталинградской области, с мая 1938 г. — начальник УНКВД по Мурманской области и Особого отдела НКВД на Северном флоте. В 1939 назначен зам. начальника Волгостроя и Волголага. С началом Великой Отечественной войны — заместитель начальника 3-го Управления оборонительных работ Наркомата обороны СССР; в 1943—1944 гг. — заместитель начальника Тагилстроя; в 1944—1946 гг. — заместитель начальника Челябметаллургстроя по лагерю. С 1946 г. — начальник Лаборатории «Б».
Как человек Уралец был весьма уравновешен и умен; по воспоминаниям Риля, он был «сердечным и умным человеком… Не жалел усилий, чтобы построенный для работников института поселок органически вписывался в прекрасное естественное окружение». Много сделал для решения бытовых вопросов лаборатории. Являлся жестким и требовательным, но вместе с тем, неординарным для своей эпохи руководителем. В частности, разрешил заключенному Н. В. Тимофееву-Ресовскому тайно заниматься опальной (с 1948 г.) генетикой. Занимаясь самообразованием, слушал персональные лекции Тимофеева-Ресовского по основам биологии. Разрешал немецким ученым не работать 24-25 декабря в Рождество.

#### Г. А. Середа, начальник лаборатории (1952—1955)
После А. К. Уральца начальником лаборатории был назначен Глеб Аркадьевич Середа (13.08.1916, Севастополь — 1990, Обнинск). Организатор науки, д. х. н., учёный-радиохимик. Окончил Казанский химико-технологический институт им. С. М. Кирова. Работал на инженерных и руководящих должностях различных комбинатов и заводов Мурманской, Оренбургской, Московской областей и в Удмуртии. В послевоенное время начальник опытного завода № 12 в Электростали, главный инженер оборонного завода в г. Глазов. С 26.12.1952 г. по 14.06.1955 г. начальник Лаборатории «Б», далее — по июнь 1959 начальник Центральной заводской лаборатории (ЦЗЛ) на ПО «Маяк» (Челябинск-40). Один из руководителей ликвидации последствий радиационной аварии 1957 года. Начальник (по совместительству) Опытной научно-исследовательской станции (ОНИС).

#### Н. Риль, научный руководитель (сентябрь 1950—1952)
Николаус Вильгельм Риль (11 (24) мая 1901, Санкт-Петербург — 2 августа 1990, Мюнхен) — немецкий физикохимик, ученик Отто Гана, в 1939—1945 гг. научный директор Auergesellschaft, компании, с 1939 г. занимавшейся освоением технологии промышленного производства оксида урана высокой чистоты; один из ведущих ученых в области люминисценции, химии редких элементов, светохимии, биофизики, физики твердого тела, преобразования урана в металл и ядерной техники. С июня 1945 г. работал на заводе № 12 в Электростали для разработки промышленного процесса производства реакторного урана. В декабре 1947 г. рекомендовал отправить радиохимика Х.-Й. Борна, радиобиологов А. Кача и К. Циммера в Лабораторию «Б» для работы с Тимофеевым-Ресовским. После успешного испытания атомной бомбы закрытым указом ему было присвоено звание Героя Социалистического Труда с вручением ордена Ленина и золотой медали «Серп и молот». Нахождение Риля на заводе № 12 уже не было обязательным; он был назначен научным руководителем Лаборатории «Б» Постановлением Совета Министров СССР от 01.07.1950 г. В сентябре 1950 г. Риль с семьей и Генри Э. Ортманн переехали из Электростали в Сунгуль. Начиная с 1952 г. находился на «карантине» в НИИ-5 (бывший Институт «Г» в Агудзери) . Вернулся в Германию в 1955 г.

### Персонал
Научный персонал Лаборатории «Б» был как советским (заключенные советские ученые и специалисты, отбывавшие уголовное наказание по ст. 58 УК РСФСР), так и немецким — среди немецких специалистов были работающие по договору и военнопленные. Максимальное число немецких ученых — 26, более 10 из них были военнопленными. В 1946 г. сотрудников было 95, а к моменту закрытия в 1955 г. в лаборатории работали 451 человек. Немецкий контингент покинул институт в 1953 году, отправленный на несекретные работы («карантин»). Ещё раньше в 1949 г. вернулись в Германию немецкие военнопленные.

### Условия труда
Секретность
Секретный характер работ обусловил режимные требования: территория лаборатории была обнесена двумя рядами колючей проволоки. На территории действовала пропускная система. Для выезда за пределы зоны требовалось специальное разрешение. На всех, включая немецких специалистов, распространялся режим ограничений в свободе передвижения; прогулки по территории без сопровождения охраны, контакты с населением прилегающих населенных пунктов были запрещены. Вместе с тем, многие режимные требования были избыточны и невыполнимы — и саботировались (например, Риль упоминает о приказе Берии с требованием сопровождающим не отходить от немецких ученых более, чем 1,5 метра. Приказ был «забыт»).
Заработная плата
В начале 1950-х средняя заработная плата в промышленности СССР составляла 703 руб. Заработная плата немецких специалистов (от 4 000 руб. у старшего научного сотрудника до 6500 руб. у заведующего лабораторией) в Лаборатории «Б» значительно отличалась от доходов советских научных сотрудников (от 1500 до 2500 руб.). Заведующий научным отделом Тимофеев-Ресовский имел оклад 2500 руб. и только с 1951 г. стал получать оклад в 4500 руб. Риль получал зарплату 14000 руб., больше чем начальник Первого главного управления при СМ СССР. По желанию немецких специалистов до 75 % от заработной платы, а также премиальные суммы, разрешалось переводить в Германию. Всем немецким специалистам при возвращении в Германию выплачивалось единовременное пособие в размере трехмесячного заработка. Из-за голода в Германии немецкие специалисты регулярно пользовались правом пересылки посылок с продуктами родственникам. Более того, Риль сообщает о случае передачи посылок доктора Барони в Вену советским офицером Ивановым от своего имени (австриец Барони не имел права отправить посылку в Австрию из-за отсутствия соответствующего соглашения между МВД СССР и Австрией). Советский офицер вполне осознавал риск такой помощи при обходе бюрократического барьера.

### Расформирование
Приказом Завенягина был создан НИИ-1011, второй институт  по разработке ядерного оружия, и расформирована Лаборатория «Б»:

Сов. секретно (Особая папка)

[…]

18. Ликвидировать Лабораторию «Б» как самостоятельную организацию — основные фонды и финансирование на 1955 г. передать НИИ-1011.

19. Тт. Музрукову Б. Г. и Павлову Н. И. в 3-месячный срок перести Лабораторию радиоативных изотопов из Лаборатории «Б» на комбинат № 817. […]

20. Тт. Емельянову В. С. и Середе Г. А. обеспечить в двухмесячный срок перевод лаборатории Тимофеева-Ресовского Н. В. из Лаборатории «Б» в Академию наук СССР.

Министр среднего машиностроения А. Завенягин.
— Приказ министра среднего машиностроения СССР А. П. Завенягина №252сс/оп от 5 апреля 1955 г.
Ещё ранее, в мае 1954 г. появился приказ министра Малышева о переводе части сотрудников Тимофеева-Ресовского в ФИБ-1, а в сентябре 1954 г. был издан приказ министра о передаче сотрудников, занимавшихся очисткой сточных вод, в ЦНИЛ (ЦЗЛ) комбината № 817; специалисты по радиоагробиологии передавались в систему Академии наук СССР.

## Научные результаты
Почти все существование Лаборатории «Б» пришлось на время отсутствия подлинного интереса руководства ПГУ к разрабатывавшейся тематике. Например, после успешного испытания плутониевой бомбы в августе 1949 г. и до отъезда из Сунгуля в 1952 г. Риль мог посвящать себя темам, которые мало касались программы исследований лаборатории, но были интересны ему лично (например, люминесценции). Непонимание серьёзности радиобиологических проблем в атомной отрасли иллюстрирует факт, что ещё в начале 1953 г. директор Института биофизики А. С. Архипов (гигиенист по специальности) считал, что реанимация пациентов с острой лучевой болезнью (с массивными кровоизлияниями в мозжечок и полным отсутствием лейкоцитов и тромбоцитов) должна проводиться электростимуляцией. Согласие А. И. Бурназяна на создание специального научного подразделения (ФИБ-1) для обобщения клинических данных и данных профилактических осмотров было получено только в апреле 1953 г. в итоге разговора на повышенных тонах с А. К. Гуськовой и Г. Д. Байсоголовым, врачами 2-го терапевтического отделения МСО № 71 (Челябинск-40), и только благодаря стойкости последних.
Историк атомного проекта П. В. Олейников сделал вывод о неэффективности Лаборатории «Б», поскольку деятельность её ученых не была отмечена Сталинскими премиями или другими наградами. Исследователь А. К. Круглов упоминает лишь одно неоспоримое достижение лаборатории — под руководством С. А. Вознесенского впервые в стране была разработана технология получения чистых осколочных элементов, таких, как 90St, 137Cs, 65Zr и технология очистки от них. Б. М. Емельянов и В. С. Гаврильченко, напротив, отмечают пионерский характер и важное научно-прикладное значение проведенных исследований: создание в лаборатории уравнения, описывающего накопление сорбируемого вещества в фильтрате; метода разделения урана и плутония с помощью ионообменных смол (с 151); налаживание производства радиоизотопов для собственных нужд лаборатории, по заявкам АМН СССР и для экспорта в страны народной демократии (с 153); способа использования химических комплексонов для ускорения выведения из организма металлов (с 164); метода обезвреживания сточных вод (166); методы расчета ПДН радиоактивного загрязнения (167) и др.